# Melamaiyur
Melamaiyur è una suddivisione dell'India, classificata come census town, di 5.155 abitanti, situata nel distretto di Kanchipuram, nello stato federato del Tamil Nadu. In base al numero di abitanti la città rientra nella classe V (da 5.000 a 9.999 persone).

## Geografia fisica
La città è situata a 12° 41' 02 N e 79° 58' 39 E.

## Società

### Evoluzione demografica
Al censimento del 2001 la popolazione di Melamaiyur assommava a 5.155 persone, delle quali 2.586 maschi e 2.569 femmine. I bambini di età inferiore o uguale ai sei anni assommavano a 438, dei quali 210 maschi e 228 femmine. Infine, coloro che erano in grado di saper almeno leggere e scrivere erano 4.170, dei quali 2.174 maschi e 1.996 femmine.